# Aashaadha
Aashaadha is de vierde maand van de hindoeïstische kalender. Aashaadha begint volgens de westerse kalender tussen 22 juni en 22 juli wanneer de Zon in het sterrenbeeld Tweelingen staat.